# Grote vliegende eekhoorn
De grote vliegende eekhoorn (Petaurista elegans)  is een zoogdier uit de familie van de eekhoorns (Sciuridae). De wetenschappelijke naam van de soort werd voor het eerst geldig gepubliceerd door Müller in 1840.

## Kenmerken
De vachtkleur is wisselend, maar de rugkleur is meestal geel- of roodbruin, de buikzijde vaal- of geelbruin. De grote ogen worden omringd door zwarte kringen. De oren bevatten geen haren. Dit dier heeft een grote vlieghuid. De lichaamslengte bedraagt 30 tot 45 cm, de staartlengte 32 tot 61 cm en het gewicht 0,5 tot 2 kg.

## Leefwijze
Dit ’s nachts actieve dier leeft in paren en voedt zich met zaden van naaldbomen, noten, vruchten, bladeren, jonge scheuten en knoppen.

## Zweefvermogen
Deze eekhoorn heeft behaarde huidplooien tussen voor- en achterpoten, die een soort valscherm vormen. Dit kan het dier uitspannen, door alle vier de poten uit te strekken. Het zweefbereik bedraagt ongeveer 400 meter, bij een daalsnelheid van 1 op 3, dat wil zeggen: 1 meter hoogteverlies per 3 meter afstand. Met zijn voorpoten kan het de dalingshoek bepalen. Meestal zweeft het van de ene hoge boom naar de andere lagere boom, maar komt zelden op de grond wegens eventueel dreigend gevaar.

## Voorkomen

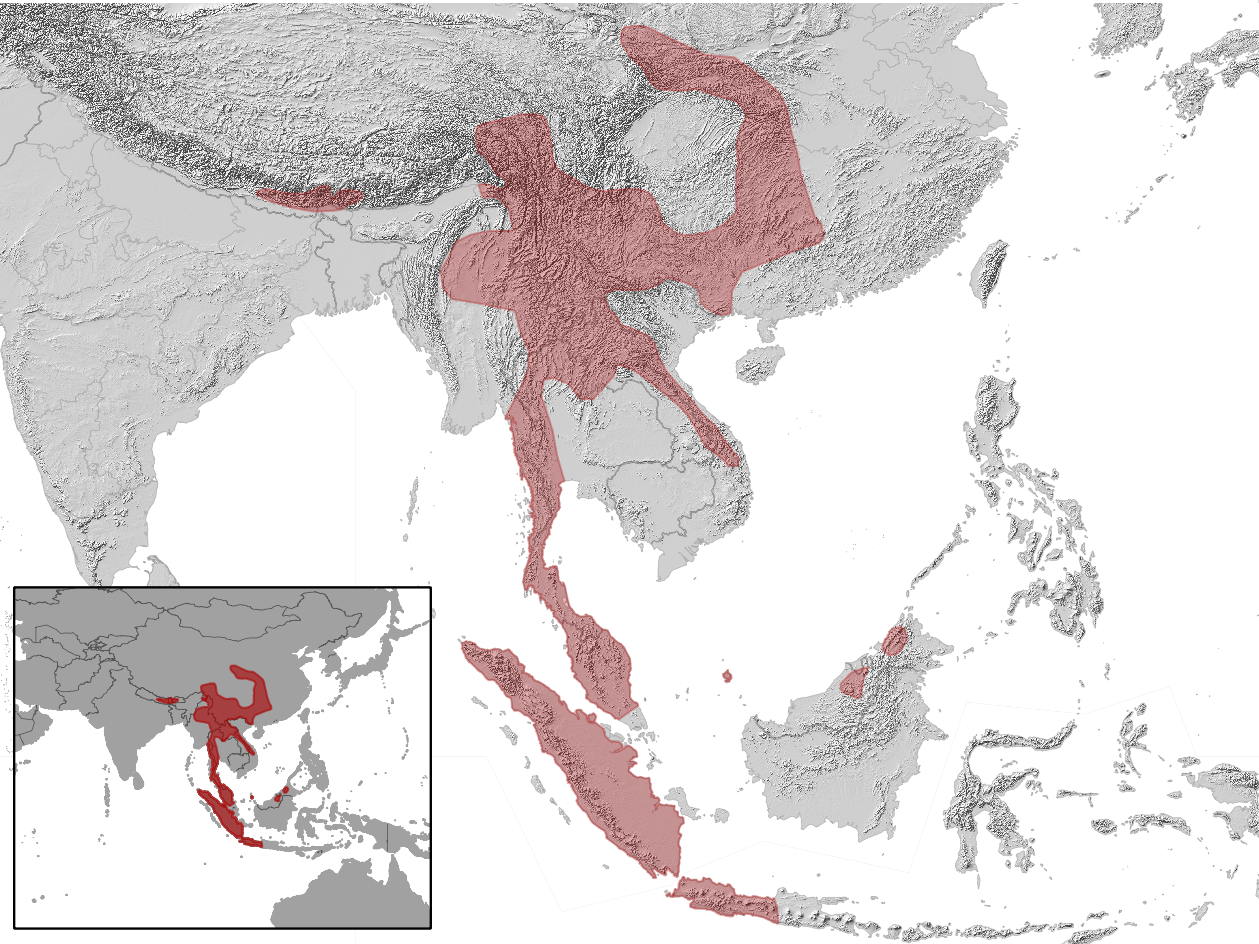
Leefgebied

De soort komt voor in de tropische wouden van Bhutan, Nepal, India, China, Myanmar, Laos, Vietnam, Maleisië en Indonesië.